# Denny Ihle
Denny Ihle (16 december 1984) is een Duitse langebaanschaatser. Zijn broer Nico is tevens langebaanschaatser. In juli 2020 kondigde hij via Facebook aan te stoppen met schaatsen.

## Persoonlijk records
| Afstand    | Tijd    | Datum            | Baan           |
| ---------- | ------- | ---------------- | -------------- |
| 500 meter  | 34,84   | 15 november 2013 | Salt Lake City |
| 1000 meter | 1.10,78 | 28 januari 2012  | Calgary        |
| 1500 meter | 1.50,88 | 1 maart 2015     | Inzell         |
| 3000 meter | 4.05,06 | 31 januari 2003  | Erfurt         |
| 5000 meter | 7.07,02 | 1 februari 2003  | Erfurt         |

## Resultaten
| Jaar | EK Sprint                | WK Sprint            | WK Afstanden  | WK Junioren          | Wereldbeker        |
| ---- | ------------------------ | -------------------- | ------------- | -------------------- | ------------------ |
| 2003 |                          |                      |               | 17e (16, 16, 19, 20) |                    |
|      |                          |                      |               |                      |                    |
| 2007 |                          |                      |               |                      | 42e 100m 52e 500m  |
|      |                          |                      |               |                      |                    |
| 2011 |                          | NC31 (19, 34, 30, -) |               |                      | 29e 500m           |
| 2012 |                          | NC30 (19, 30, 26, -) | 23e 500m      |                      | 45e 500m           |
| 2013 |                          |                      | 22e 500m      |                      | 36e 500m           |
| 2014 |                          | 23e (26, 23, 22, 23) |               |                      | 29e 500m           |
| 2015 |                          |                      | 22e 500m      |                      | 31e 500m 54e 1000m |
|      |                          |                      |               |                      |                    |
| 2017 | 15e (16e, 17e, 14e, 15e) |                      |               |                      | 0p 500m 0p 1000m   |
|      |                          |                      |               |                      |                    |
| 2019 |                          |                      | 4e teamsprint |                      |                    |

NC# = niet gekwalificeerd voor de laatste afstand
1. ↑  Denny Ihle (35) zet punt achter carrière. Schaatsen.nl. Gearchiveerd op 7 februari 2024. Geraadpleegd op 11 juli 2020.